# Бельський замок
Замок князів Сулковських у Бельсько-Білій (пол. Zamek książąt Sułkowskich w Bielsku-Białej) —найстаріша і найбільша історична пам'ятка у місті Бельсько-Біла Сілезького воєводства у Польщі.   

## Історія
За легендою, на місці нинішнього замку колись знаходилося укріплення розбійників, що атакували мандрівних купців. Опольський князь Казимир винищив грабіжників і захопив укріплення, щоб звести на його місці мисливський замок, який з плином часу значно розбудували. 
Найдавніші частини замку походять з XIV століття і ймовірно були споруджені цешинським князем Пшемиславом I Ношаком. Впродовж понад двох століть замок слугував однією з садиб цешинських П'ястів.  
Замок належить до типу міських замків, з самого початку його було включено до системи укріплень Бельська. Протягом кількох століть замок був прикордонною фортецею, що спершу охороняла межі Цешинського та Освенцимського князівств, а з середини XV століття — чесько-польський державний кордон.  
З кінця XVI століття оборонна роль замку почала зменшуватися, і він поступово перетворився на резиденцію шляхти. 
З 1572 року, замок був адміністративним і економічним центром Бельської держави, якою правили представники шляхетських родин Промніців, Шафґочів, Зуннеґів, Золмсів і Гауґвіців. У 1752 році її було перетворено на князівство та передано у володіння Олександра Юзефа Сулковського. Бельське князівство проіснувало до 1849 року, коли під час запровадження в Австрії нового адміністративного поділу, було ліквідовано старі феодальні структури. Територія колишнього князівства увійшла до складу Бельського повітового староства. Сам замок та численні маєтки у Бельську залишалися у власності родини Сулковських до 1945 року.  
Сучасний вигляд будівлі походить з часів останньої великої перебудови замку у другій половині ХІХ століття, яка повністю розмила його давні характерні риси. У 1899—1973 роках на місці цегляної підпорної стіни, яка в наш час видніється зі сходу від замку, були розташовані будівлі так званих Замкових базарів, які було знесено у зв’язку із розширенням вулиці Замкової. 
Після Другої світової війни замок перейшов у володіння польської держави і слугував резиденцією для численних культурних установ. З 1983 року в ньому розташовується лише державний Музей у Бельсько-Білій. 

## Музей у замку
Музей, який в наш час знаходиться у замку продовжує музейні традиції, започатковані на початку ХХ століття, коли органи самоврядування сілезького Бельська та галицької Білої створили два окремі музеї.  
У 1941 році гітлерівська окупаційна влада об’єднала обидва міські музеї в один, який знаходився в місті Біла, в колишньому будинку гільдії. Він знаходився там до завершення Другої світової війни. 
У 1945 році було прийнято рішення відновити діяльність музею, цього разу у замку Сулковських князів. Музей у Бельську було відкрито для відвідування вже 14 лютого 1947 року. З початку 2001 року музей називався Музеєм у Бельсько-Білій, а з 2013 року — Історичним музеєм у Бельсько-Білій. 
В наш час у замку розміщується кілька постійних експозицій, зокрема присвячених історії та археологічним знахідкам з Підбескиддя, польському і європейському мистецтву XIV−XVII століть, європейському і польському живопису XIX і XX століть, сучасному мистецтву Підбескиддя, етнографії Бельсько-Білої та околиць, тощо. 

## Світлини

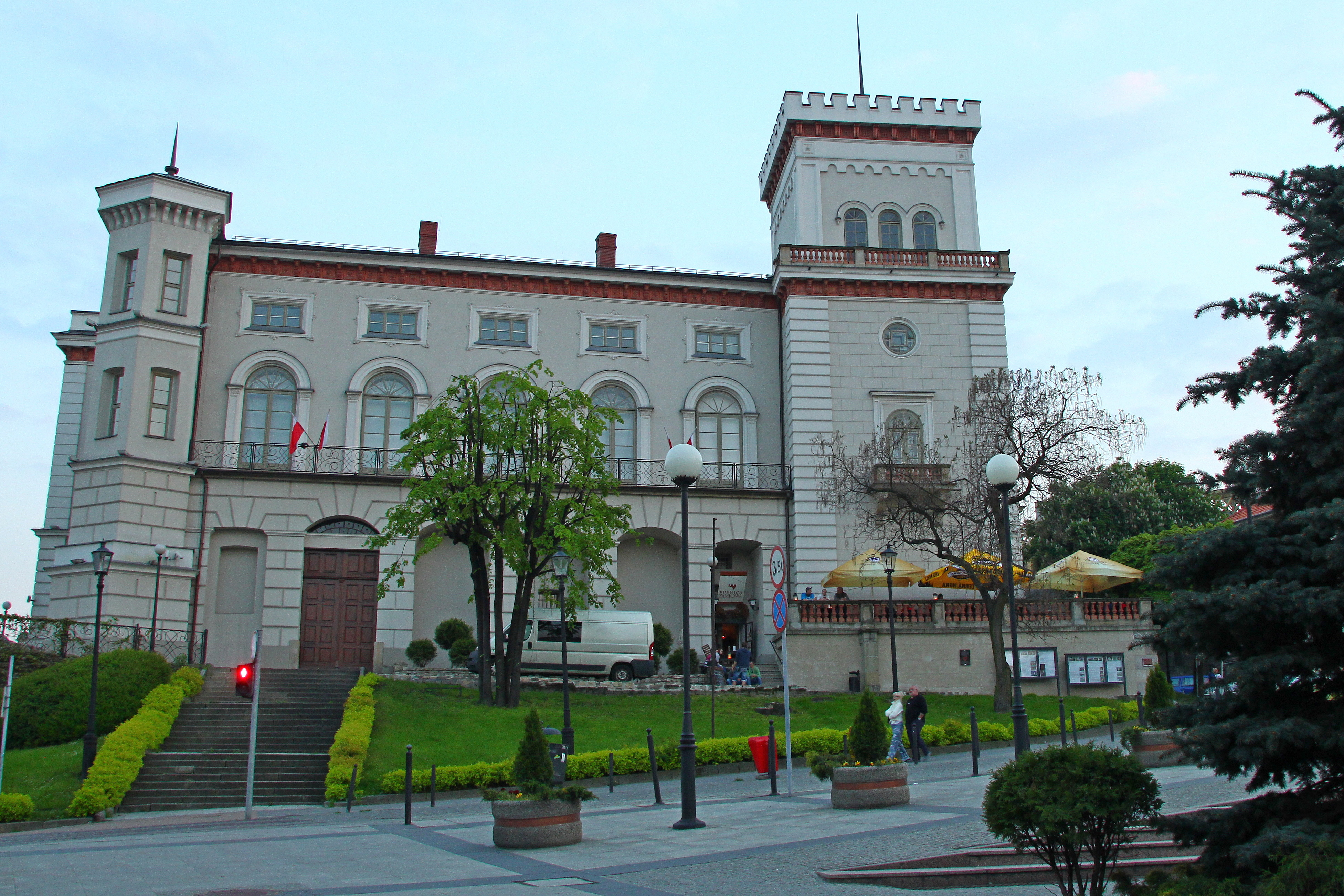
Вигляд замку
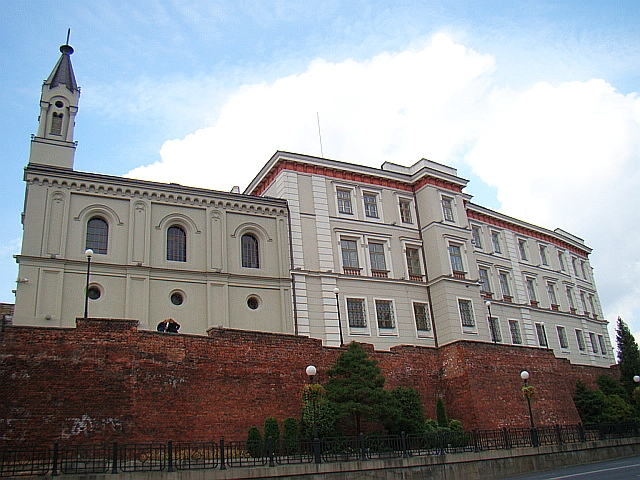
Вигляд замку
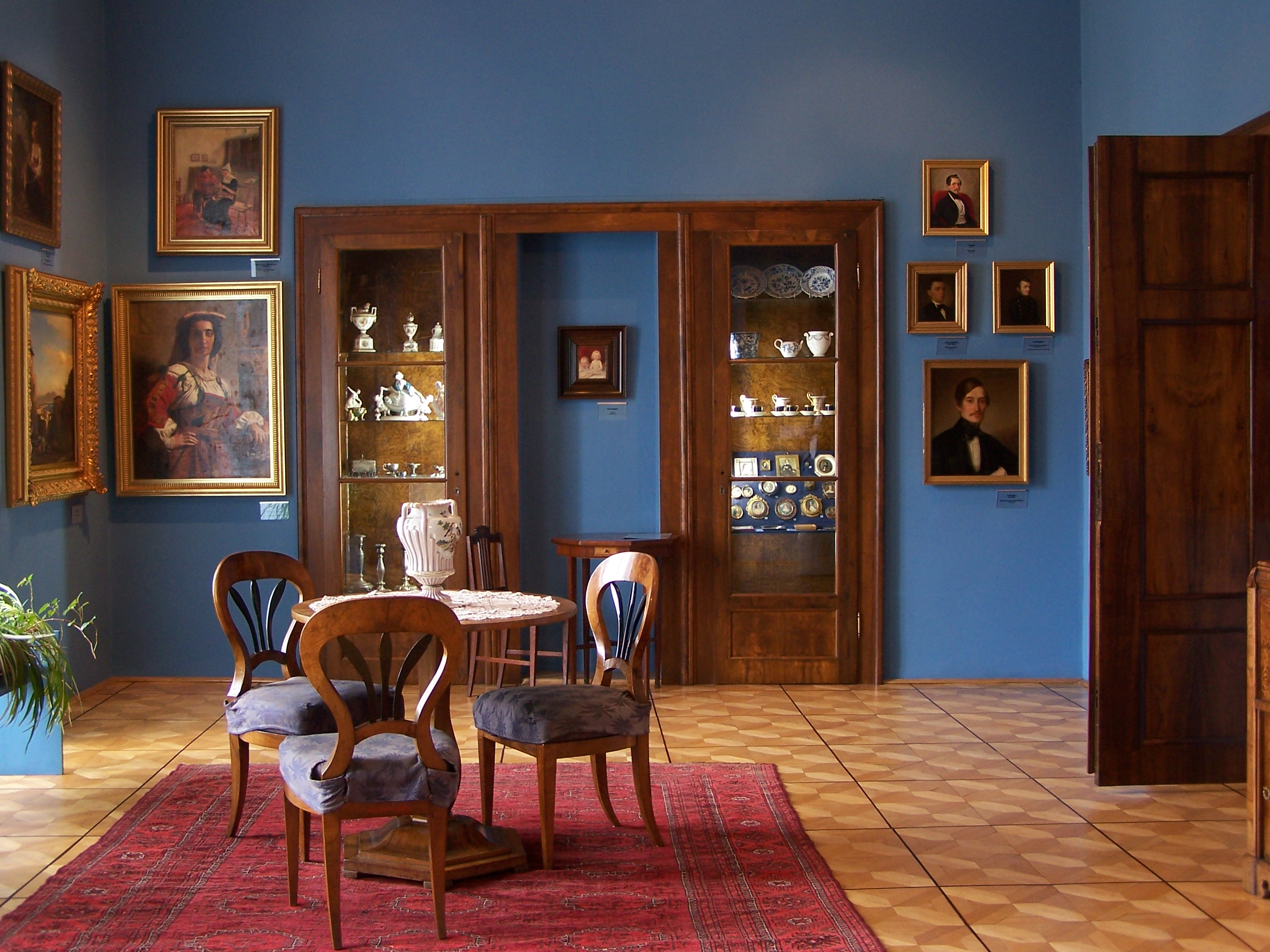
Блакитна зала з мистецькою галереєю
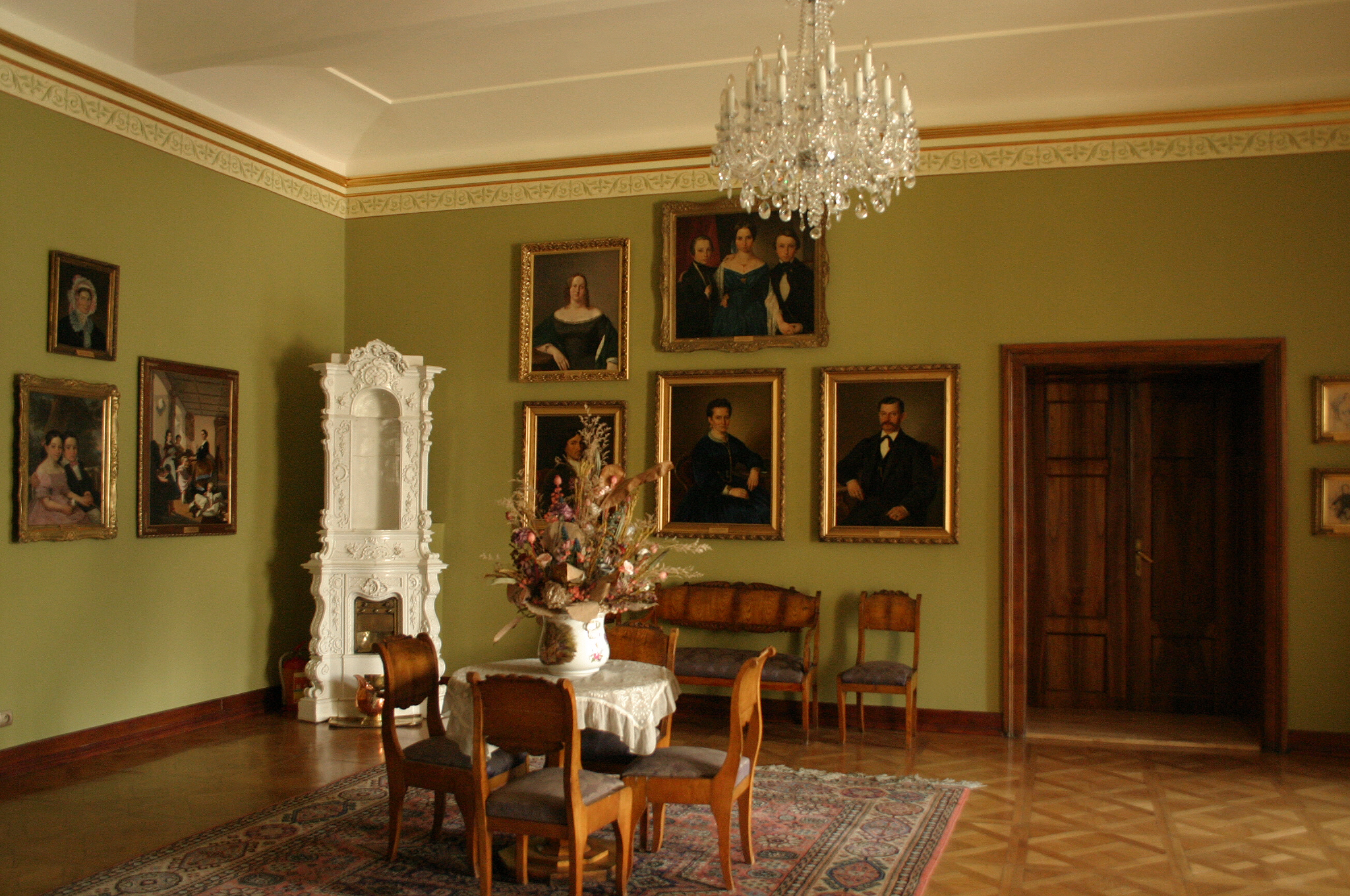
Бідермайєровський салон
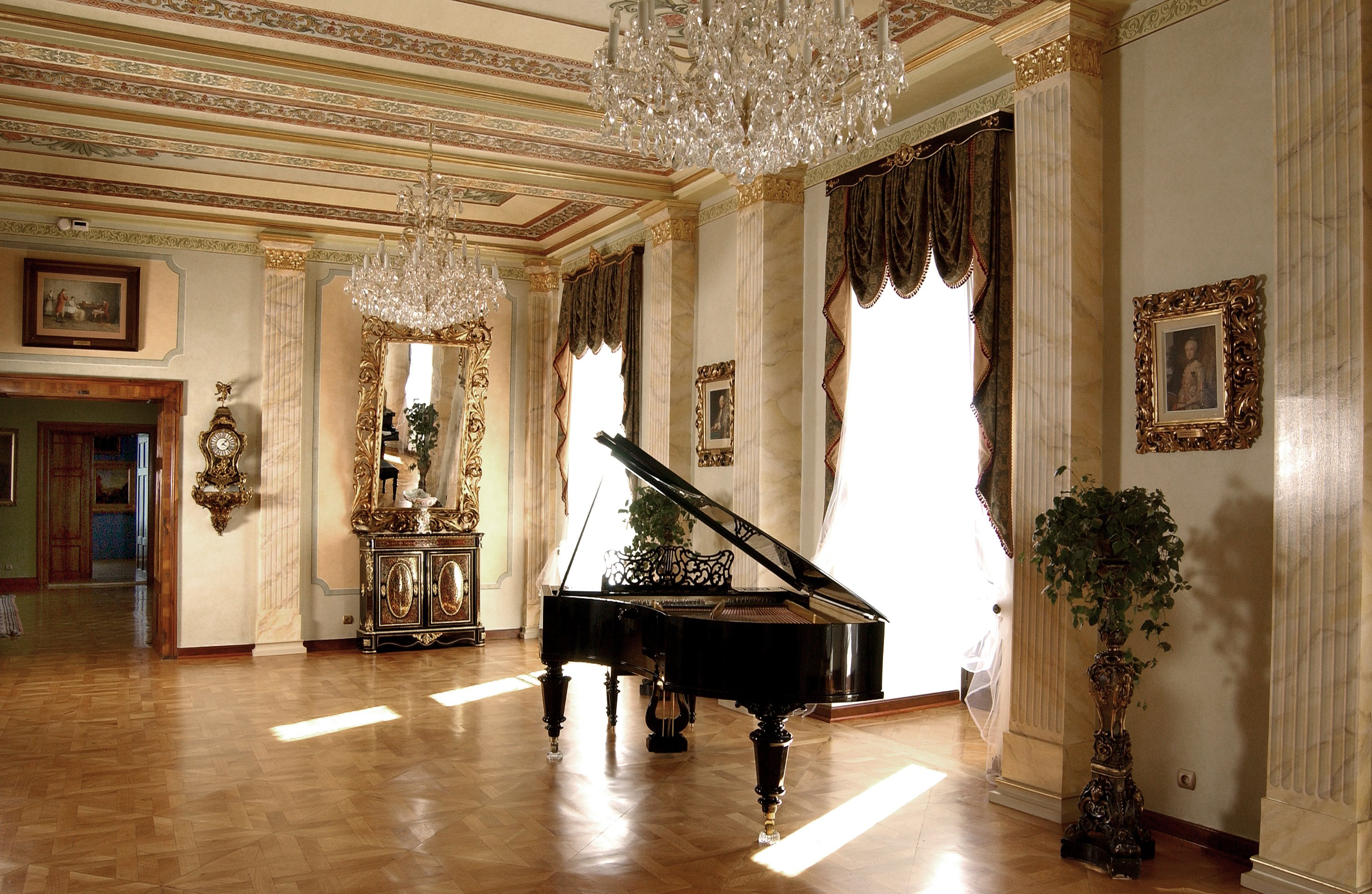
Музичний салон
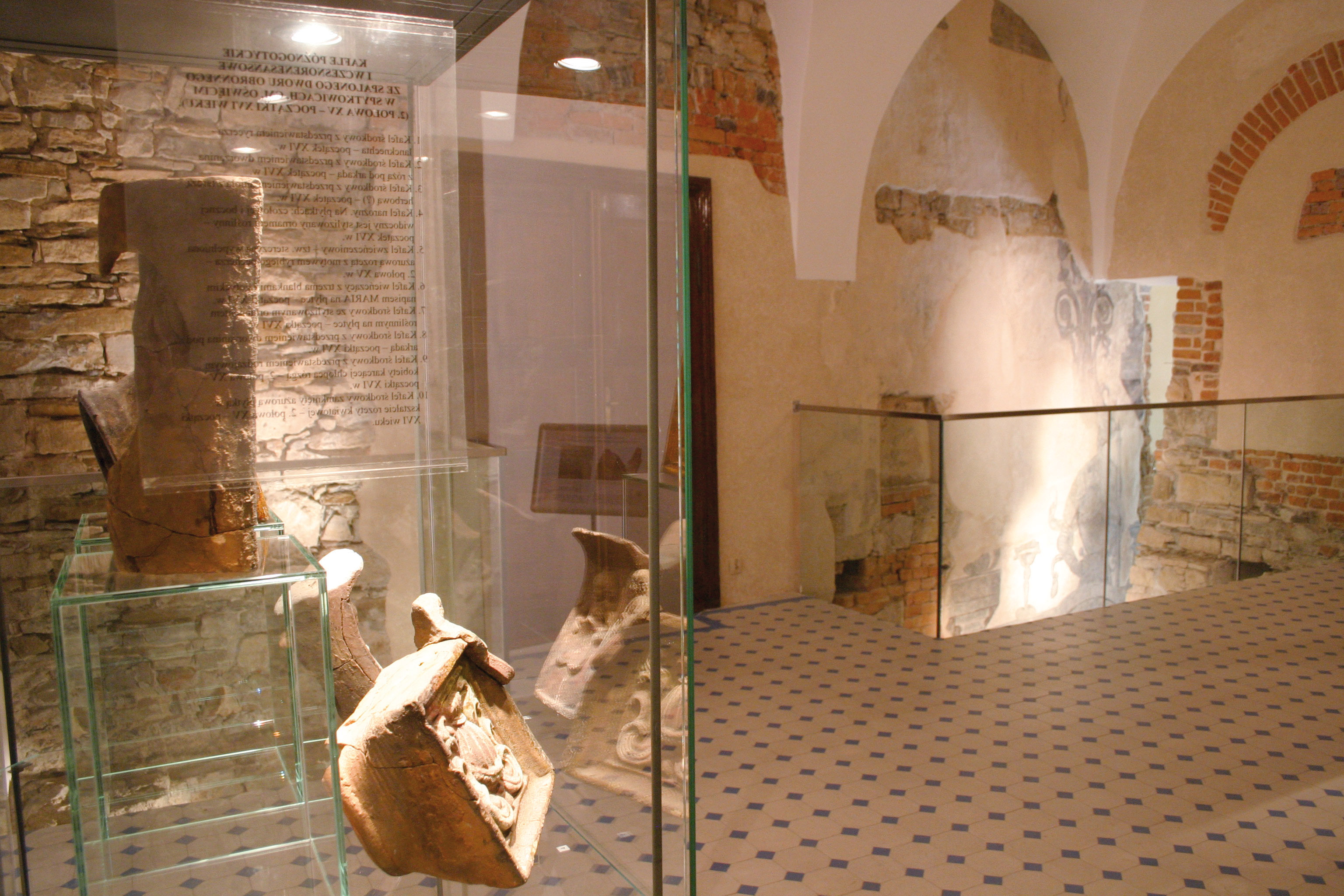
Зала з лицарем - лапідаріум